# غشت غوراب (مقاطعة فومن)
غشت غوراب (بالفارسية: گشت گوراب) هي قرية تقع في غيلان في إيران. يقدر عدد سكانها بـ 334 نسمة بحسب إحصاء 2016.